# Chorlton-cum-Hardy
Chorlton-cum-Hardy é um subúrbio da cidade de Manchester, Inglaterra, conhecido localmente como Chorlton. Está localizado a quatro milhas a sudoeste do centro daquela cidade. Chorlton é um ward de Manchester e, segundo o censo de 2011, possui uma população de 14138 habitantes. Chorlton Park é outro Ward na mesma área, possuindo uma população separada no mesmo censo de 15,147.
Desde o século IX, houve um assentamento anglo-saxão ali. Depois, na Idade Média, a melhoria dos métodos de drenagem levou ao aumento da população. Nos períodos Vitoriano e Eduardiano, seu caráter rural tornou-se conhecido da Classe Média. A perda de sua estação ferroviária, a conversão de casas grandes em apartamentos ou kitnets, e o desenvolvimento significativo de habitações sociais no sul da área mudou seu caráter novamente na década de 1970.
Históricamente, Chorlton era uma vila ao ao sul da fronteira de Lancashire com Cheshire, e uma cidade dentro da antiga paróquia de Manchester. Foi incorporada à cidade de Manchester em 1904. Faz fronteira com Stretford, Sale, Didsbury, Withington, e Whalley Range. O Rio Mersey corre ao longo de sua fronteira sul. A área leste da região mudou bastante desde o século XIX devido à incorporação a cidade de Manchester e a divisão em Wards. Historicamente, a área leste de Chorlton também estava no feudo de Withington, mais tarde dividido em distritos urbanos de Withington e Moss Side, dentro do qual os subúrbios de Whalley Range e Alexandra Park, desenvolvidos durante o final do século XIX. A fronteira ocidental com Stretford manteve-se essencialmente a mesma.

## Moradores notáveis
- Os integrantes do grupo Bee Gees passaram cerca de oito anos de sua infância no número 51 da Keppel Road, em Chorlton, até mudarem-se para a Austrália, em 1958. A rua, inclusive, emprestou seu nome para um documentário sobre a banda em 1997.
- George Best, um dos maiores jogadores da história do futebol inglês, passou dez anos esporadicamente residindo na Aycliffe Avenue.[3]
- Freddie Garrity, músico, vocalista, ator e elemento cômico na banda pop dos anos 1960, Freddie and the Dreamers.
- John Alcock e Arthur Whitten Brown, os primeiros aviadores a cruzar o Oceano Atlântico sem escalas, residiram na cidade por longo tempo. Uma casa em Oswald Road está marcada com uma placa azul em honra de Brown.[4]
- Percy Courtman, nadador, medalhista de bronze nos 400 metros nado peito nas Olimpíadas de 1912, em Estocolmo.
- Quentin Crisp, autor, contador de histórias e notável ícone gay, que morreu em Chorlton em 1999 ao visitar o Reino Unido, na véspera da realização de uma apresentação, e foi cremado na Southern Cemetery.[5]
- John Derbyshire, nadador e jogador de polo aquático britânico, medalhista de ouro nos Jogos Olimpícos de 1900 com a equipe britânica de pólo aquático.
- Harriet Hartley, participante de Roundhay Garden Scene, de Louis Le Prince, o filme mais antigo ainda sobrevivente.
- Warren Clarke, ator, nascido na cidade.
- Doris Speed, MBE, atriz.
- Harry H. Corbett, ator, começou a atuar no Conservative Club's Dramatic Society.
- Harry Goodwin, conhecido por suas fotografias de personalidades do pop e esportistas.

- Damon Gough, conhecido como Badly Drawn Boy, compositor e multi-instrumentista.
- Aneez Esmail, Vice-Presidente da University of Manchester. Primeiro indiano-britânico a manter um cargo executivo no Grupo Russell, associação das 20 maiores universidades de investigação intensiva do Reino Unido.